# Alv Kjøs
Alv Kjøs, né le juin 1894 à Løten et mort le avril 1990, est un homme politique norvégien.

## Biographie
Élu au conseil municipal de sa ville de Løten en 1927, il en est le maire de 1930 à 1934.
En 1937, il est élu au Storting et est député jusqu'en 1965. Durant sa dernière législature (1961-1965), il est vice-président du Storting. De 1954 à 1962, il est le président du Parti conservateur.
Major au moment de l'invasion de la Norvège par l'Allemagne nazie, il participe à différentes batailles au Nord et au Sud du pays. Lorsque les officiers norvégiens sont arrêtés en 1942, Kjøs est emprisonné puis envoyé au camp de concentration de Grini (avril à août 1943). Il est ensuite envoyé dans le camp de prisonniers militaires Oflag XXI-C (en) puis à Luckenwalde au camp de prisonniers Stalag III-A.
En 1964, il est nommé commandeur avec étoile de l'ordre de Saint-Olaf.